# نجع العيساوية
قرية نجع العيساوية هي إحدى القرى التابعة لمركز أسيوط في محافظة أسيوط في جمهورية مصر العربية. حسب إحصاءات سنة 2006، بلغ إجمالي السكان في نجع العيساوية 2650 نسمة، منهم 1343 رجل و1307 امرأة.